# آرون باديلا
آرون باديلا (بالإسبانية: Aarón Padilla Mota)‏ هو لاعب كرة قدم مكسيكي في مركز الهجوم، ولد في 13 أغسطس 1977 في مدينة مكسيكو في المكسيك. شارك مع منتخب المكسيك لكرة القدم. أما مع النوادي، فقد لعب مع تيبورونيس روخوس دي فيراكروز ونادي أتلانتي ونادي أطلس ونادي أمريكا ونادي بويبلا ونادي تشياباس ونادي نيكاكسا.

## وصلات خارجية
- آرون باديلا على موقع قاعدة بيانات كرة القدم.إي يو (الإنجليزية)
- آرون باديلا على موقع ناشيونال فوتبول تيمز (الإنجليزية)
- آرون باديلا على موقع Soccerway.com (الإنجليزية)